# マリリン・ハリス
マリリン・ハリス（Marilyn Harris 、1924年7月17日 - 1999年12月1日）は、アメリカ合衆国の女優。

## 生涯
1924年にカリフォルニア州サンフェルナンドで生まれるが、出産直後にロサンゼルスの孤児院に入所した。生後1か月の時にある夫婦の養女になり、引き取られた直後に子役として映画に出演した。ハリスは晩年、「女優志望だった養母が自分の夢を叶えるために女優になることを強制した」と告白している。また、養母から精神的・肉体的に虐待を受けていたことも明かしている。
1931年に『フランケンシュタイン』でボリス・カーロフ演じるフランケンシュタインの怪物と一時の交友を持つが、最後には怪物に湖へ落とされ殺害される少女マリア役を演じて知名度を上げた。この後も複数の映画で子役として活動し、同時にハリウッド・パラディウムにも勤務していたが、そこで知り合ったウォーリー・ワトキンスと結婚し、直後に女優業を19歳で引退した。翌年に息子を出産し、1981年にウォーリーと死別した後にカール・ウッドと再婚するが、彼とも1988年に死別する。
1999年12月1日、闘病生活の末に癌に起因する心不全で死去。

## 主な出演作品
- ビッグ・トレイル（1930年） - パイオニア・ガール
- フランケンシュタイン（1931年） - マリア
- Over the Hill（英語版）（1931年） - スーザン・シェルビー
- Destry Rides Again（英語版）（1932年） - スクール・ガール
- Wild Girl（英語版）（1932年） - アンナ・メイ
- Six Hours to Live（英語版）（1932年） - フラワー・ガール
- Tugboat Annie（英語版）（1933年） - パット・セヴァン
- A Wicked Woman（英語版）（1934年） - ローザンヌの少女
- フランケンシュタインの花嫁（1935年） - 女の子
- ショウボート（1936年） - 女の子
- 君若き頃（1937年） - 歌手
- The Road Back（英語版）（1937年） - マリア
- Henry Aldrich Gets Glamour（1943年） - グェンドリン
- Young Ideas（英語版）（1943年） - 女子学生
- Standing Room Only（英語版）（1944年） - 秘書
- Henry Aldrich's Little Secret（1944年）